# 三個盧布
《三個盧布》是俄國作家伊凡·亞歷克塞維奇·蒲寧的短篇小說。
故事內容描寫一位年輕人在旅館投宿時，遇見一位高中剛畢業穿著制服的少女，這位身材高大的少女願意用三個盧布跟年輕人上床。他原本只想聊一會就把她打发走，但當女孩脫衣服時，男人卻不由自主跟她做愛。當完事之後，年輕人才發現這位少女是個處女，女孩告訴他自己是從諾沃契爾卡斯克來投靠親戚，結果被親戚調戲，她打了他，從此就在縣公園的長凳上過夜，眼看著快活不下去，只好找旅客陪睡。於是兩人戀愛了，兩人一起前往礦泉，打算到莫斯科去度过秋天。但是少女到了隔年春天卻得急病死去，年輕人將她葬在雅爾達公墓。